# Breaking Surface - Trattieni il respiro
Breaking Surface - Trattieni il respiro (Breaking Surface) è un film del 2020 diretto da Joachim Hedén.

## Trama
Dopo le feste di Natale due sorelle Ida e Tuva decidono di fare una immersione in un fiordo norvegese. Quando una frana intrappola sotto acqua Tuva l'immersione si trasformerà in un incubo.

## Distribuzione
Il film è stato distribuito nelle sale cinematografiche in Svezia a partire dal 14 febbraio 2020.

## Riconoscimenti
Guldbagge - 2020
Migliori effetti visivi a Jelmen Palsterman e Tony Kock